# Dejene Regassa
Dejene Regassa Mootoma, né le 18 avril 1989, est un athlète éthiopien naturalisé bahreïni en 2009, spécialiste des courses de fond.

## Biographie
En 2011, lors des championnats d'Asie de Kōbe au Japon, Dejene Regassa remporte l'épreuve du 5 000 mètres dans le temps de 13 min 40 s 78, en devançant le Japonais Yuki Sato et l'autre Bahreïnien Alemu Bekele.
Il conserve son titre continental en 2013 à l'occasion des championnats d'Asie de Pune en Inde, en s'imposant dans le temps de 13 min 53 s 25, devant Alemu Bekele et le Saoudien Emad Hamed Nour. 

### Palmarès
| Date | Compétition         | Lieu | Résultat | Épreuve | Temps          |
| ---- | ------------------- | ---- | -------- | ------- | -------------- |
| 2011 | Championnats d'Asie | Kōbe | 1er      | 5 000 m | 13 min 40 s 78 |
| 2013 | Championnats d'Asie | Pune | 1er      | 5 000 m | 13 min 53 s 25 |

### Records
| Épreuve | Performance    | Lieu   | Date            |
| ------- | -------------- | ------ | --------------- |
| 5 000 m | 13 min 20 s 43 | Ninove | 22 juillet 2012 |